# Jean Denis Attiret

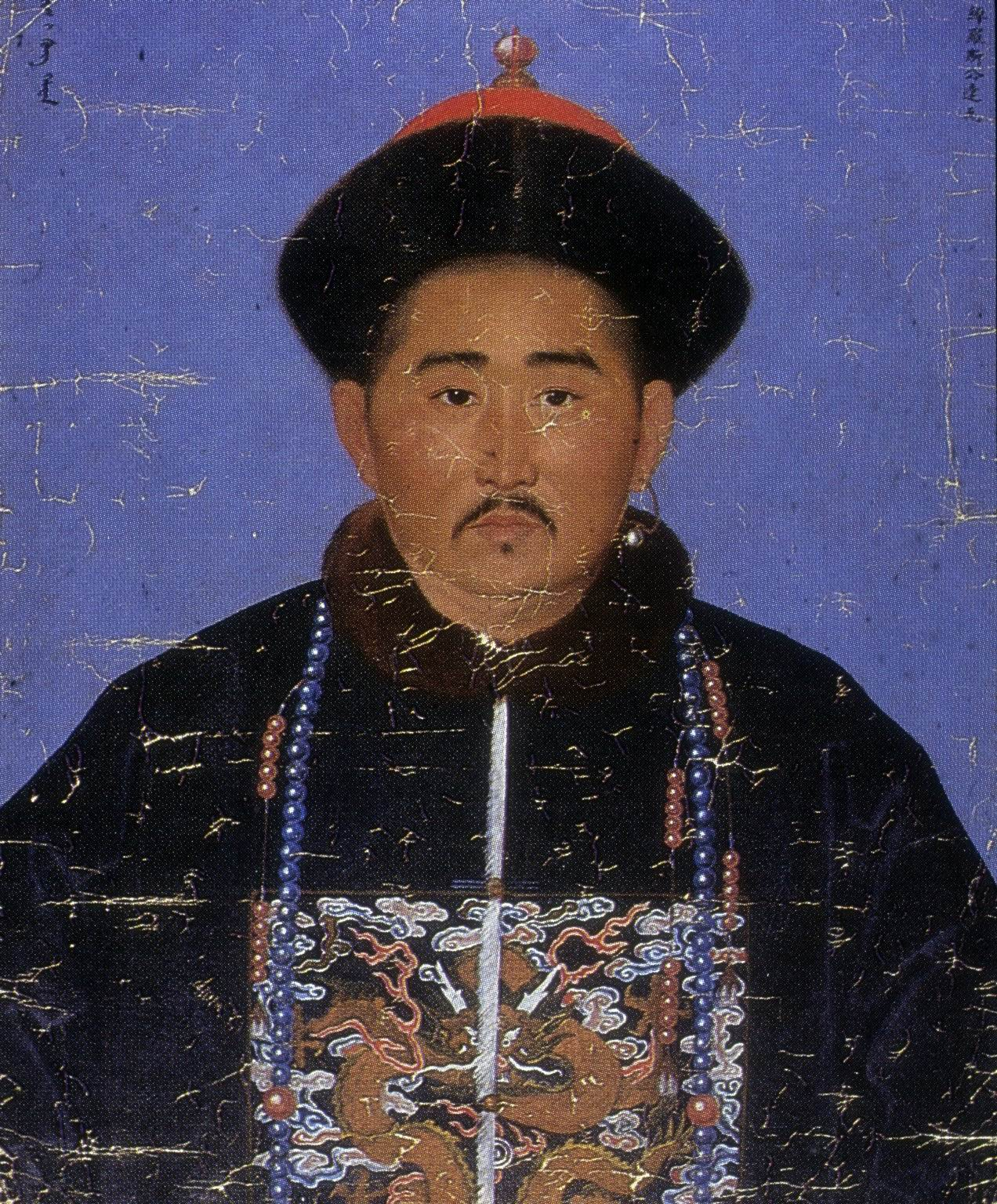
Retrato pintado por Attiret

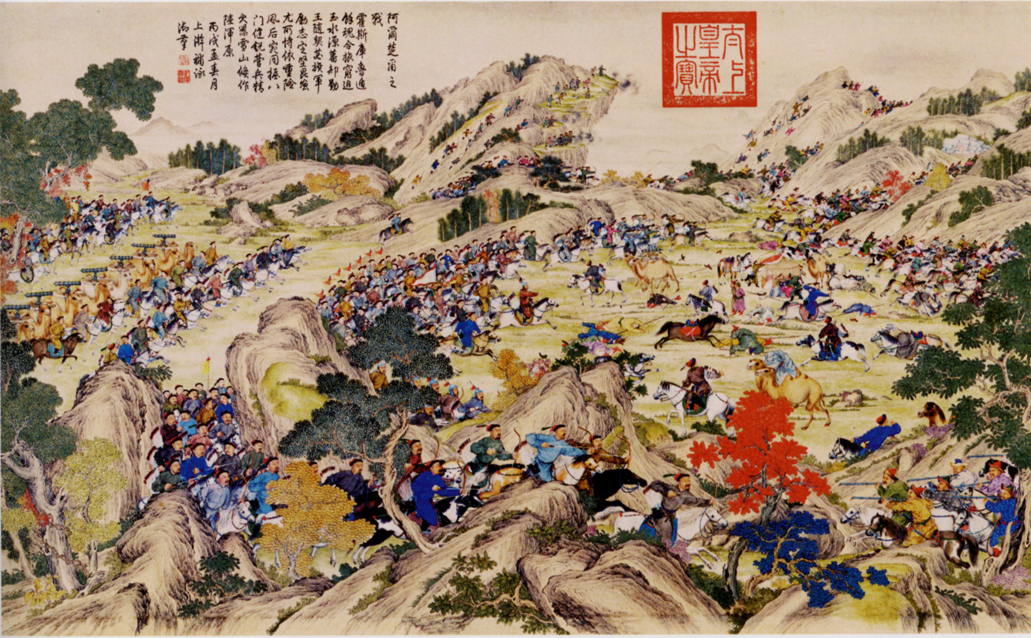
Batalla de Arcul, obra en la que colaboró Attiret

Jean Denis Attiret fue pintor y 'coadjutor temporal' (hermano jesuita) francés de la Compañía de Jesús. 
Estudió en Roma con mucho aprovechamiento el arte liberal de la pintura, más de vuelta a su país y habiendo vestido la sotana de la Compañía, abandonó sus pinceles por la oración y demás ejercicios de la vida ascética. Los misioneros de China, ocupados en ganar almas por todos los arbitrios ingeniosos posibles, pidieron algunos profesores de bellas artes, como medio de captar la benevolencia imperial. 
El Padre Attiret se encaminó a China. Su primer cuadro fue la Adoración de los Reyes, que agradó mucho al emperador y su explicación hecha por el artista, no conmovió menos su ánimo en favor de la creencia cristiana al considerar por la elocuente descripción del asunto a los poderosos del mundo prosternados ante Dios, oculto bajo la apariencia de un niño recostado en las pajas de un pesebre. El príncipe le nombró su primer pintor y durante más de 12 años estuvo ocupado incesantemente empleando sus talentos por beneficio de la religión, en dar gusto al emperador. Hizo mas, abandonó su estilo y sus grandes concepciones y se ajustó al estilo cansado de los chinos por complacerlo; renunció con admirable constancia el empleo de mandarín con que el soberano le agració y no quiso ni aun las rentas que el primer ministro le ofrecía ya que no a las insignias de esta dignidad. Hizo mas, logró no irritar con su persuasiva plática el ánimo del príncipe. 
Murió este insigne jesuita el 8 de diciembre de 1768 a los 66 años de su edad. Fue llorado generalmente de los infieles y de los cristianos, de los misioneros y de la corte. El emperador dio 200 onzas de plata para sus funerales, suma que sus compañeros distribuyeron en limosnas. Su vida toda fue de sacrificio y abnegación: trabajó asiduamente y dejó infinidad de cuadros todos muy bien ejecutados, que se conservan en el palacio imperial; algunos pocos obtuvieron los misioneros y por ellos se conoce en Europa el mérito sobresaliente de su autor.